# Araeopteron favillalis
Araeopteron favillalis är en fjärilsart som beskrevs av Walker 1865. Araeopteron favillalis ingår i släktet Araeopteron och familjen nattflyn. Inga underarter finns listade i Catalogue of Life.